# Podlodówka
Podlodówka – wieś w Polsce położona w województwie lubelskim, w powiecie ryckim, w gminie Ułęż.
W latach 1975–1998 miejscowość należała administracyjnie do ówczesnego województwa lubelskiego.
Wieś jest sołectwem w gminie Ułęż, które obejmuje także osadę Podlodów. Według Narodowego Spisu Powszechnego z roku 2011 wieś liczyła 139 mieszkańców.
Wierni Kościoła rzymskokatolickiego należą do parafii Nawiedzenia Najświętszej Maryi Panny w Woli Gułowskiej.